# Triangle du balafon
Le Triangle du balafon est un festival consacré au balafon (un instrument de musique traditionnel africain), qui se déroule chaque année  à Sikasso (Mali) et qui met en compétition des balafonistes maliens, burkinabés, ivoiriens et, depuis 2009, guinéens. Au cours de la cérémonie, le prix « Lamissa Bengaly », du nom du célèbre balafoniste, est remis.
En juin 2005, une statue de bronze, réalisée par Ky Siriki, sculpteur burkinabé, représentant un joueur de balafon debout, a été inauguré sur la route nationale 7 à l’entrée de Sikasso.

## Récompenses
- 2005 : Ensemble Babanga du quartier Riviera d’Abidjan (Côte d’Ivoire)
- 2006 : Jigitugu (Burkina Faso)[3].
- 2007 : Djarabikan (Côte d’Ivoire)[4].
- 2008 : Yafie de Bérégadougou (Burkina Faso)[5].
- 2009 : Parisi (Burkina Faso)[6].
- 2012 : Mamadou Diabaté et Mania percussion (Burkina Faso)[7]